# 清久西池

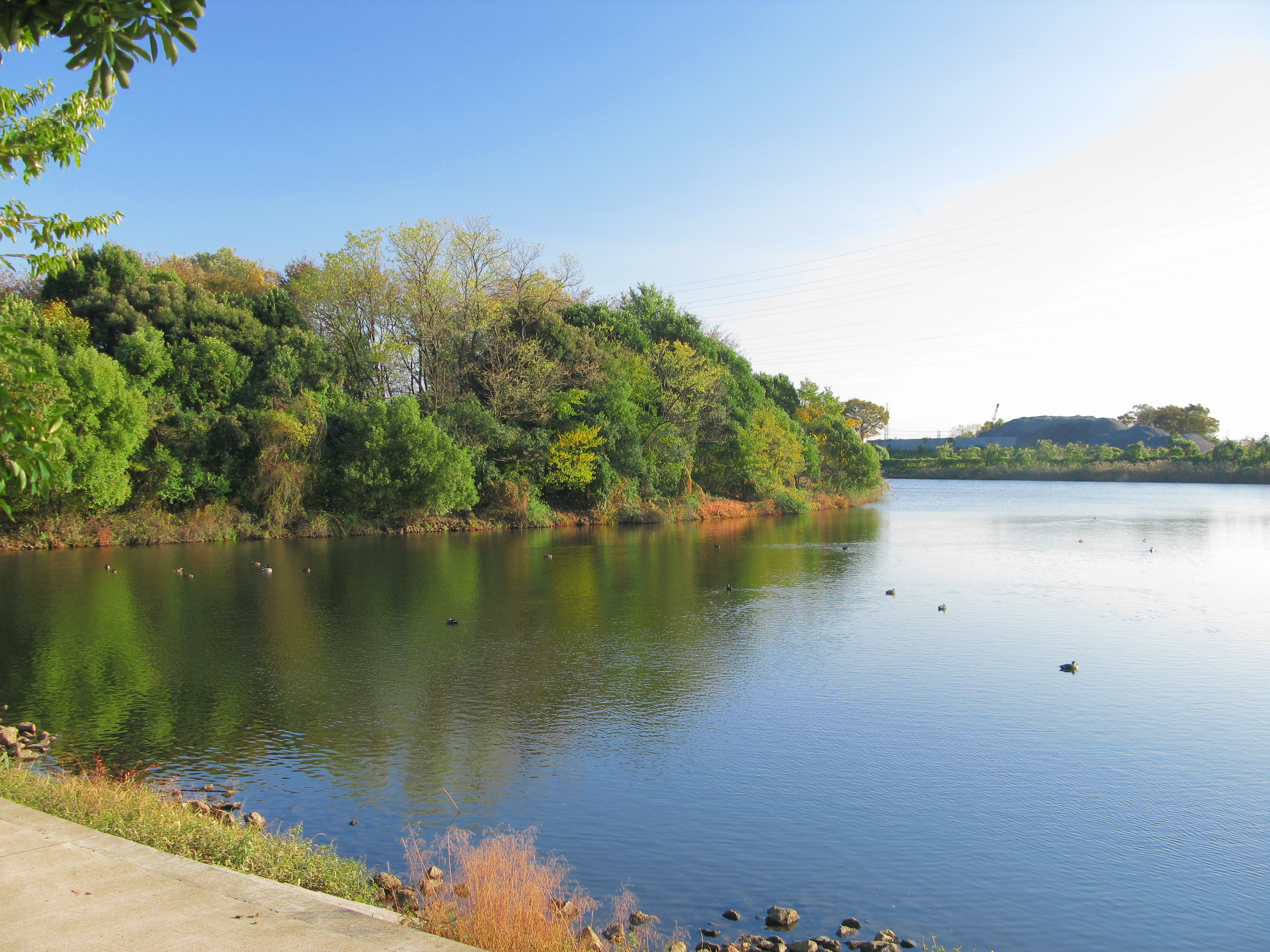
清久西池（2011年11月）

清久西池（きよくにしいけ）は、埼玉県久喜市に所在する、清久工業団地内の人工池である。

## 概要
旧日本住宅公団が首都圏整備計画に基づき清久工業団地の造成事業を行い、それとともに開発された。同時期に清久公園（清久西池の東）も造成され1981年（昭和56年）に公園等が完成した。清久工業団地のほぼ中央に位置している清久西池は清久大池の水と共に工業用水として利用されている。東側には清久大池がある。また、備前前堀川と水路で接続している。さらにへら鮒釣りの市営釣り場がある。東側の清久さくら通り沿いには桜の木が植樹されており、春には久喜市内の桜名所の一つとなる。 

## 施設等

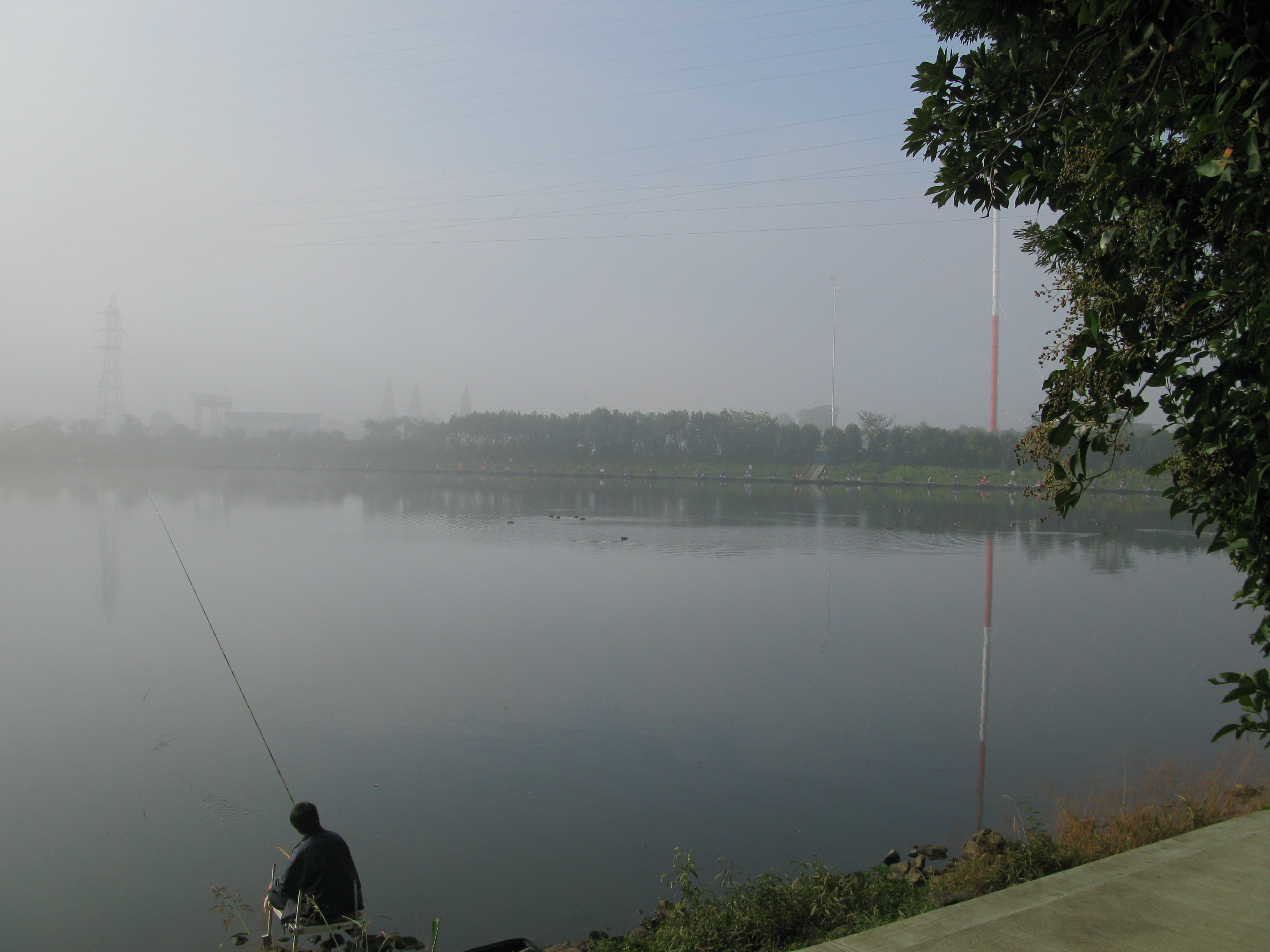
釣場（2011年11月）

- 市営釣場（へら鮒）
  - 釣り座 - 50人分（固定方式）
- 所在地 - 久喜市清久町10番地